# Circondario di Cles
Il circondario di Cles era uno dei circondari in cui era suddivisa la provincia di Trento.

## Storia
Il circondario venne istituito nel 1923 in seguito alla riorganizzazione amministrativa dei territori annessi al Regno d'Italia dopo la prima guerra mondiale. Si estendeva sul territorio degli ex distretti giudiziari di Cles, Fondo, Malé e con parte dell'ex distretto politico di Mezzolombardo.
Il circondario di Cles ebbe un'esistenza effimera: venne soppresso nel 1926 insieme ad altri 93 circondari ed il suo territorio aggregato al circondario di Trento.

## Suddivisione
All'atto dell'istituzione il circondario era così composto:
- mandamento di Cles
  - comuni di Banco, Bresimo, Cagnò, Campodenno, Casez, Cis, Cles, Coredo, Cunevo, Dardine, Denno, Dercolo, Dermulo, Flavon, Livo, Lover, Masi di Vigo, Mechel, Mollaro, Nanno, Preghena, Priò, Proves, Quetta, Revò, Romallo, Rumo, Salter-Malgolo, Sanzeno, Segno, Sfruz, Sporminore, Smarano, Tajo, Tassullo, Tavon, Termon, Terres, Torra, Toss, Tres, Tuenetto, Tuenno, Vervò, Vigo d'Anaunia, Vion;
- mandamento di Fondo
  - comuni di Amblar, Brez, Castelfondo, Cavareno, Cloz, Dambel, Don, Fondo, Lauregno, Malosco, Romeno, Ronzone, Ruffré-Mendola, San Felice, Sarnonico, Seio, Senale, Vasio;
- mandamento di Malé
  - comuni di Almazzago, Arnago, Bolentina, Bozzana, Caldes, Carciato, Castello, Cavizzana, Celledizzo, Celentino, Cogolo, Comasine, Croviana, Deggiano, Dimaro, Magras, Malé, Mastellina, Mestriago, Mezzana, Monclassico, Montes, Ossana, Peio, Pellizzano, Piano, Presson, Rabbi, Samoclevo, San Giacomo, Termenago, Terzolas, Vermiglio.

Con la soppressione del circondario i mandamenti passarono al circondario di Trento.